# Mikaël Varandian
Mikaël Varandian (arménien : Միքայէլ Վարանդեան), né Mikayel Hovhannisian en 1872 à Keyatoug (Haut-Karabagh) et mort le 22 avril 1934 à Marseille, est un  homme politique arménien, théoricien et historien de la Fédération révolutionnaire arménienne (FRA).

## Biographie

### Jeunesse
Mikaël Hovhannisian naît en 1872 (ou peut-être en 1871 ou en 1874,) dans le village de Keyatoug, dans le domaine de Varanda, au Haut-Karabagh, alors dans l'Empire russe. Son nom de plume, Varandian, est une référence à son lieu de naissance.
Il va à l'école à Chouchi,. Il commence à écrire à 18 ans et publie ses premiers articles dans la presse arménienne de Tiflis, notamment Mourdj et Mshag, sous le nom de plume Ego.
À partir de 1890, Mikaël Varandian fait ensuite des études en sciences sociales et en philosophie à Genève grâce à l'aide de sa famille. Il suit aussi des cours en Allemagne, où il prend notamment connaissance des théories socialistes.

### Début de carrière dans la Fédération révolutionnaire arménienne
Dans la ville suisse, Mikaël Varandian rencontre en 1892 l'un des fondateurs de la FRA, Stepan Zorian (Rostom), et rejoint le parti.
À partir de mars 1893, l'organe de la FRA, Troshag (fondé en 1892), est publié à Genève. Mikaël Varandian assiste Rostom dès le numéro 6 de janvier 1894. Puis Christapor Mikaelian, rédacteur-en-chef entre 1898 et 1903, continue d'être assisté par lui mais aussi par Edgar Agnouni (Khatchadour Maloumian), Sarkis Minassian et Avetis Aharonian. Ils prennent sa suite après 1903 jusqu'en 1906.
Pendant cette période, Mikaël Varandian s'occupe de construire le réseau européen du parti, notamment autour des grandes villes universitaires, avec A. Aharonian et Hovhannès Loris-Mélikian. En 1896, après la prise de la Banque ottomane par des militants de la FRA, le Jeune-Turc Ahmed Rıza rend visite à la rédaction de Troshag pour leur demander de renoncer aux méthodes révolutionnaires ainsi qu'à l'obtention des réformes prévues par l'article 61 du traité de Berlin (qui prévoit la protection de la minorité arménienne de l'Empire ottoman) pour lutter ensemble contre Abdülhamid II.
En 1901, la FRA envisage de nommer Mikaël Varandian comme remplaçant pour les membres absents à Genève du Bureau occidental du parti (notamment Armen Garo, Stepan Zorian et Archag Vramian). Puis, lors du 3e Congrès de la FRA (1904), il est finalement élu au Bureau occidental,,,. Grâce à ses efforts, la FRA intègre l'Internationale ouvrière et c'est lui qui y représente son parti,. Lors du 4e Congrès (1907), il est de nouveau élu au Bureau occidental. Il prend aussi part au 6e qui se tient à Constantinople en 1911.

### Première Guerre mondiale et Première République d'Arménie
En 1914, Mikaël Varandian semble de nouveau à la tête du journal Troshag de Genève. Dans le contexte pré-Première Guerre mondiale, le militant arménophile Victor Bérard se met en rapport avec la rédaction pour savoir comment la FRA se positionnerait vis-à-vis de l'Entente ; en effet, Gaston Doumergue a auparavant rencontré Bérard pour lui demander « si la FRA était disposée à rendre service à l'Entente ». La position du parti est cependant loyaliste au gouvernement ottoman au début du conflit.
Très affecté par le génocide arménien, Mikaël Varandian repart pour Tiflis et écrit pour le journal de la FRA local, Horizon.
Après la fondation de la Première République d'Arménie (1918-1920), il est ambassadeur du pays en Italie,,.
À l'issue de la guerre arméno-géorgienne fin 1918, il publie Le conflit arméno-géorgien et la guerre du Caucase, mémorandum destiné aux Alliés lors de la conférence de la paix de Paris. Pendant cette période, il a des contacts suivis avec Boghos Nubar Pacha, président de la Délégation nationale arménienne (et semble même avoir intégré la délégation).

### Fin de carrière
Après la chute de la république arménienne, Mikaël Varandian intègre la Délégation de la République arménienne pour grossir ses rangs à la conférence de Londres de 1921.
Peu après, en avril 1921, certains membres de la FRA organisent une conférence à Bucarest en comité réduit à laquelle Mikaël Varandian est présent.
Il joue un rôle dans l'organisation de l'opération Némésis, chargée de rendre justice aux victimes du génocide. En effet, encore en poste à Rome, il assiste Archavir Chiragian, qui exécute Saïd Halim Pacha le 5 décembre 1921 alors qu'il était dans un taxi en destination de son domicile Via Eustachio.
En avril-mai 1923, les comités diasporiques de la FRA se réunissent à Vienne, réunion à laquelle il assiste.
Retiré en France, il assiste à l'AVC d'Avetis Aharonian lors d'un meeting en 1928, qui le marque d'autant plus qu'il l'avait fortement encouragé à accepter l'invitation des organisateurs.
Il publie en 1932 le premier volume de son Histoire de la Fédération révolutionnaire arménienne ;  le second volume est publié de façon posthume en 1950 au Caire.
Il meurt le 22 avril 1934 (ou peut-être le 26) à Marseille. Une cérémonie commémorative a lieu à la Société de géographie, présidée par Hamo Ohandjanian (ancien premier ministre de la Première république d'Arménie), et où de nombreux camarades, comme Chavarche Missakian ou Jean Longuet, lui rendent hommage. Il est enterré au cimetière Saint-Pierre dans le même caveau que Chavarch Nartouni.

## Publications

### En arménien
- (hy) Համաժողովրդական բանակ [« L'armée du peuple »], Genève, Impr. de la FRA,‎ 1909, 45 p.
- (hy) Վերածնւող հայրենիքը եւ մեր դերը [« La renaissance de notre patrie et notre rôle »], Genève, Impr. de la FRA,‎ 1910, 414 p. (BNF 44175991, lire en ligne )
- (hy) Բողոքը նորագոյն պատմութեան մէջ [« La protestation dans l'histoire récente »], Genève, Impr. de la FRA,‎ 1911
- (hy) Կրօն եւ գիտութիւն [« Religion et science »], Constantinople, Impr. Azadamard,‎ 1912, 167 p.
- (hy) Հայկական շարժման նախապատմութիւն [« Préhistoire du mouvement arménien »], vol. I, Genève, Impr. de la FRA,‎ 1912, 320 p. (BNF 31543244, lire en ligne )
- (hy) Աւգուստ Բէբէլ [« August Bebel »], Genève, Impr. de la FRA,‎ 1913, 48 p. (BNF 41387981, lire en ligne )
- (hy) Հայկական շարժման նախապատմութիւն [« Préhistoire du mouvement arménien »], vol. II, Genève, Impr. de la FRA,‎ 1914 (1re éd. 1912), 536 p. (BNF 41053452)
- (hy) Սիմոն Զաւարեան : Գծեր իր Կեանքէն [« Simon Zavarian : Esquisses de sa vie »], Boston, Impr. Haïrenik,‎ 1927, 98 p.
- (hy) Բանաստեղծ Հրապարակախօս : Աւետիս Ահարոնեանի գրական գործունեութեան 40-ամեայ յօբելեանի առթիւ [« Le poète public : En l'honneur des quarante ans de la carrière littéraire d'Avetis Aharonian »], Paris, Impr. de Navarre,‎ 1930, 50 p. (BNF 41408798)
- (hy) Մուրատ : Սեբաստացի ռազմիկին կեանքն ու գործը [« Mourad : Vie et œuvre d'un combattant de Sébaste »], Boston, Éditions Haïrenik,‎ 1931, 348 p. (BNF 41456458, lire en ligne )
- (hy) Հայ Յեղափոխական Դաշնակցութեան պատմութիւն [« Histoire de la Fédération révolutionnaire arménienne »], vol. I, Paris, Impr. de Navarre,‎ 1932, 510 p. (BNF 41146946)
- (hy) Րաֆֆի (Յակոբ Մելիք-Յակոբեան) [« Raffi (Hagop Mélik Hagopian) »], Boukrèch, Impr. Hay mamoul,‎ 1938, 143 p.
- (hy) Հայ Յեղափոխական Դաշնակցութեան պատմութիւն [« Histoire de la Fédération révolutionnaire arménienne »], vol. II, Le Caire,‎ 1950
- (hy) Հայրենիքի գաղափարը [« L'idée de la patrie »], Beyrouth, Impr. Hamazkaïni Vahé Sétian,‎ 1985, 107 p. (BNF 44352532)

### En français
- L'Arménie et la question arménienne  (préf. Victor Bérard), Laval, Imprimerie moderne G. Kavanagh et Cie, 1917, 115 p. (BNF 31795910, lire en ligne sur Gallica )
- Le conflit arméno-géorgien et la guerre du Caucase  (préf. Albert Thomas), Paris, Impr. M. Flinikowski, 1919, 153 p. (BNF 31543243, lire en ligne sur Gallica )